# Jaskinia pod Szczytem
Jaskinia pod Szczytem (Jaskinia za Iglicą, Jaskinia przy Szczycie) – jaskinia w Dolinie Kasprowej w Tatrach Zachodnich. Wejście do niej znajduje się w ścianie Zawraciku Kasprowego, na wysokości 1390 metrów n.p.m. Długość jaskini wynosi 28 metrów, a jej deniwelacja 14,5 metra.

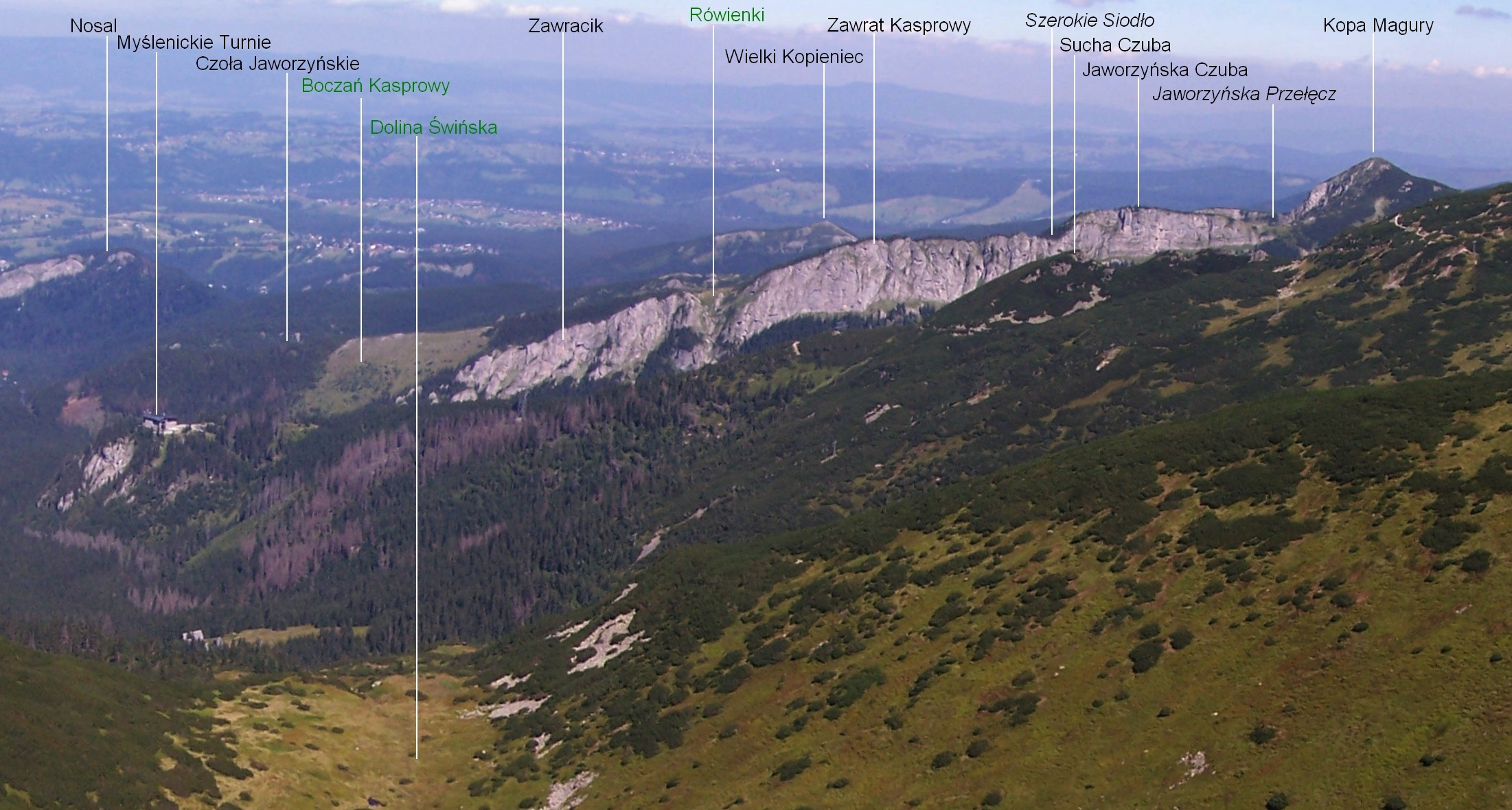
Zawrat i Zawracik Kasprowy

## Opis jaskini
Jaskinię stanowi obszerny korytarz, który od dużego otworu wejściowego idzie w górę, dalej zwęża się i kończy namuliskiem. Jedyna boczna odnoga to mała salka w końcowej części korytarza.

## Przyroda
Nacieki w jaskini nie występują. Do 15 metrów w głąb od otworu rosną mchy i porosty. 

## Historia odkryć
Jaskinia była prawdopodobnie zwiedzana po raz pierwszy przez braci Stefana i Tadeusza Zwolińskich w 1923 roku. Plan i opis jaskini sporządził w 1953 roku Kazimierz Kowalski.